# Waltger
Graaf Walgerus (Waltger of Waldger) (870 - vermoedelijk 936) was in het begin van de tiende eeuw graaf van Teisterbant. Hij is waarschijnlijk tussen 898 en 914 zijn vader opgevolgd.

## Geschiedenis
Waltger was een zoon van graaf Gerulf I van West-Frisia (overleden tussen 898 en 914) en een broer van Dirk I van West-Frisia. Gerulf wordt gezien als de stamvader van de Graven van Holland, de zogenaamde Gerulfingen. Waltger was getrouwd met Alberade von Kleve, de dochter van graaf Boudewijn van Teisterbant en weduwe van graaf Reinier van de Maasgouw (overleden eind 915). Hij had een zoon Radboud of Radbod.
Na de dood van zijn vader erfde hij een aantal leengoederen bestaande uit de gouwen of graafschappen Nifterlake (Utrecht), IJssel en Lek en Teisterbant (van Vlaardingen tot Tiel). Tiel was de belangrijkste stad hiervan. Deze gebieden had zijn vader verworven na de dood van Godfried de Zeekoning.
Door het Verdrag van Ribemont in 880 werd het huidige Nederlandse gebied (Lotharingen) een hertogdom van het Oost-Frankische Rijk. Omdat ook de koning van het West-Frankische Rijk er aanspraak op bleef maken, moest graaf Waltger voortdurend tussen de beide vorsten manoeuvreren om macht te verwerven. Hij probeerde in het rivierengebied een eigen graafschap te creëren rondom de opkomende handelsplaats Tiel. Dit leidde tot spanningen met Everhard Saxo, graaf van Hamaland, die vermoedelijk militair opperbevelhebber was van het Midden-Nederlandse rivierengebied. Uiteindelijk werd Everhard in 898 tijdens een jachtpartij door Waltger vermoord. Er is gesuggereerd dat dit een wraakactie was voor de moord door Everhard Saxo op Godfried de Zeekoning, maar dat is vergezocht. In 939 was Waltger betrokken bij de veldslag tegen Keizer Otto I de Grote.

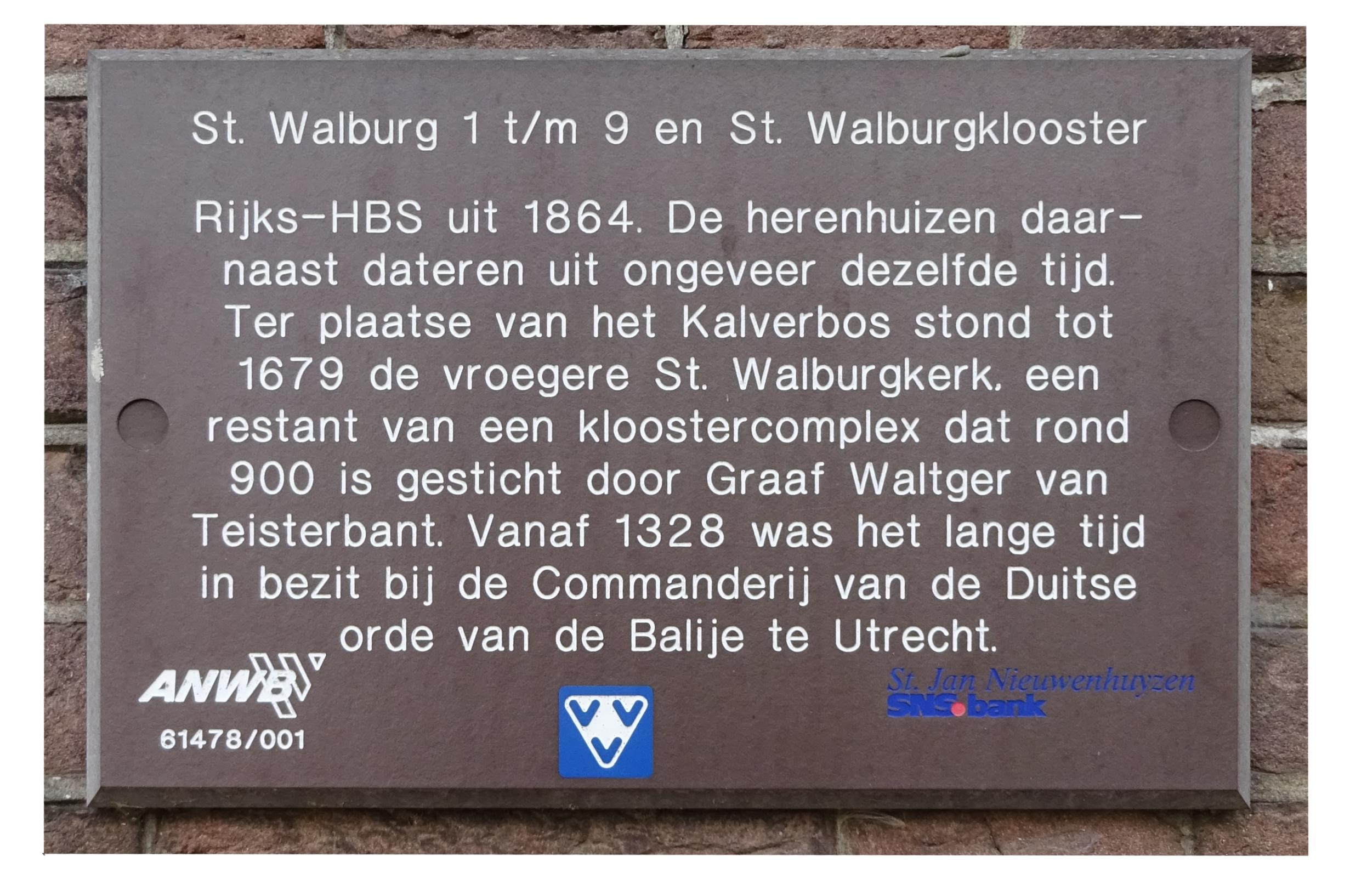
Plaquette nabij de vroegere Sint-Walburgkerk te Tiel

Waltger had nauwe banden met bisschop Radboud van Utrecht en stichtte in of kort na het jaar 916 in Tiel het klooster en de kerk van Sint-Walburg. De Duitse koning kon over de kerk beschikken ten gunste van de bisschopszetel in Utrecht. In 950 kwamen kerk en klooster in het bezit van de bisschop van Utrecht en werd het Sint-Walburgcomplex een belangrijk kerkelijk centrum. Toen er zelfs wonderen werden toegeschreven aan de H. Walburga, werd Tiel ook een bedevaartplaats. Bisschop Adelbold II heeft rond het jaar 1000 de Sint-Walburgkerk hersteld.

## Vernoeming
De Tielse Hertogenwijk heeft een Graaf Waltgerlaan.